# Klučenice
Klučenice är en ort i Tjeckien.   Den ligger i regionen Mellersta Böhmen, i den centrala delen av landet, 60 km söder om huvudstaden Prag. Klučenice ligger 457 meter över havet och antalet invånare är 490.
Terrängen runt Klučenice är platt åt sydost, men åt nordväst är den kuperad. Runt Klučenice är det ganska glesbefolkat, med 28 invånare per kvadratkilometer. Närmaste större samhälle är Milevsko, 15,6 km sydost om Klučenice. Omgivningarna runt Klučenice är en mosaik av jordbruksmark och naturlig växtlighet.